# Ликорис (комикс)
«Лико́рис» — комикс, созданный под влиянием манги, в жанре фэнтези, выпускаемый Bubble Manga, импринтом российского издательства Bubble Comics, с июля 2022 года. Автором и сценаристкой комикса выступила Наталия Девова, известная по своей работе над сериями комиксов «Экслибриум» и «Союзники», а иллюстрировал её Константин Тарасов, один из первых художников серии «Майор Гром», также совместно с Девовой работающий над «Экслибриумом». Отличительной особенностью «Ликориса» от типичной манги является порядок чтения слева-направо, присущий не японским комиксам, а также цветные детали и покрашенные страницы.
Сюжет «Ликориса» строится вокруг двух персонажей: могущественного и своенравного мага Калины и опальной шутессы Юлы. Они пересекаются на невольничьем рынке, где Калина ищет человека, чтобы тот стал вместилищем его маленького ручного демона по имени Ликорис. По итогу демон вселяется в Юлу, выбрав именно её из множества кандидатур, и теперь девушке предстоит найти способ как уживаться с Ликорисом, который постепенно захватывает контроль над её телом, а также найти способ сбежать из плена Калины, который удерживает Юлу в целях изучения взаимодействия Ликориса с человеческим телом.
В целом «Ликорис» получил положительные отзывы от критиков. Среди достоинств комикса назывались интересные персонажи, сеттинг фэнтези, иллюстрации авторства Константина Тарасова, необычная работа с цветом колористки Натальи Мартинович, а также сюжет произведения, написанный сценаристкой Наталией Девовой. Неоднозначно была воспринята жестокость и физиологичность некоторых сцен и уход от некоторых привычных канонов формата манги. Отмечалось, что «Ликорис» стал популярным среди читателей: тираж первого тома был раскуплен за несколько дней с момента его выхода.

## Сюжет
История начинается на невольничьем рынке, куда приходит Калина — маг и представитель древней расы полулюдей-полукотов киин, пользующейся глубоким уважением и считающейся неприкосновенной. Он ищет себе раба, и местный работорговец показывает ему своих пленных, попутно рассказывая об орудующем в местных краях маньяке, убившем значительную часть населения. Калина достаёт банку, из которой выходит жидкообразное существо. Оно начинает вселяться в тела рабов, убивая их одного за другим. Оказывается, что маньяком был Калина, который искал вместилище для своего ручного демона по имени Ликорис, однако все, в кого вселялся демон, не подходили ему, и он убивал их. В конечном итоге, Ликорис вселяется в умирающую шутессу Юлу, которая, неожиданно для Калины, подошла Ликорису. Вместе с ней он, расправившись со стражей, покидает место убийства рабов.
Калина, Юла и Ликорис скрываются в лесу, оставшись там на ночлег. Они знакомятся поближе, и Юла рассказывает, что ранее была шутессой у королевской знати, но однажды одна из её шуток пришлась не в милость королю, и тот решил наказать Юлу, отрезав ей язык или пальцы. Та, желая сохранить свои части тела, чтобы и дальше иметь возможность петь и играть, сбежала из тюрьмы, в которую её посадили ожидать наказания. Ей помогли сбежать люди, которым Юла пообещала денежное вознаграждение, хотя на самом деле денег у неё не было. В какой-то момент они узнали об этом и, чтобы компенсировать затраты, продали Юлу в рабство на невольничьем рынке, где она и встретилась с Калиной. Узнав, как сильно девушка любит играть на музыкальных инструментах, Калина отрезает ей все пальцы правой руки. Он объясняет, что для питания Ликорису необходимы негативные эмоции, вроде отчаяния. Ликорис же восстанавливает с помощью своей массы утраченные пальцы и зубы Юлы, постепенно захватывая контроль над её телом. Позже, они прибывают в особняк Калины, где тот собирается ставить над Юлой эксперименты.
Юла вновь пытается сбежать, но неудачно. В конце концов, не имея иного выхода, она начинает постепенно находить общий язык с Ликорисом и учиться взаимодействовать с ним с помощью языка жестов. Тот, в свою очередь, отращивает кошачье ухо на теле Юлы вместо её правого уха, таким образом обретая возможность слышать. Тем временем Калина замечает, что пытки больше не дают прежнего результата, и просит Юлу помочь ему. Та же в ответ просит освободить её, что злит Калину. Тем не менее, он замечает, как сплотились между собой Юла и Ликорис, и решает посодействовать девушке, устроив ей концерт, на котором она сможет выступить. Однако в качестве публики выступают не люди, а ожившие мертвецы, воскрешённые Калиной.

### Основные персонажи
- Юла — главная героиня манги, рыжеволосая опальная шутесса, павшая в немилость своему королю и оказавшаяся в рабстве[4]. По характеру добродушная и довольно доверчивая[3]. Видит смысл своей жизни в том, что петь и играть на музыкальных инструментах, особенно гитаре, являющейся её любимым инструментом. Поначалу не ладит с Ликорисом, но по мере развития сюжета проникается к нему симпатией[4].
- Калина — маг и представитель древней расы киин. Считает Ликориса «чудом» и изучает его, используя Юлу[4]. Обладает привлекательной внешностью и заносчивым характером, жесток по своей натуре, эгоистичен и своенравен[2][3]. Любит красиво наряжаться, предпочитая свободную одежду, не сковывающую движения и различную бижутерию, от колец до серьг[5].
- Ликорис — демон, питающийся негативными эмоциями. Калина назвал его в честь одноимённого цветка. Общается с Юлой посредством частей тела, восстановленных им взамен утраченных шутессой. Обладает любознательным и любопытным характером[4]. Дабы раскрыть свой потенциал, Ликорису необходимо поселиться в человеческом теле, с чем у него возникали проблемы до встречи с Юлой, единственной из множества претендентов, которую он не отверг[3].

## История создания

### Авторский состав
Авторами выступили ветераны Bubble Comics: художник Константин Тарасов, колористка Наталья Мартинович и сценаристка Наталия Девова. Ранее тот же творческий состав работал над серией комиксов «Экслибриум: Жизнь вторая». По стечению обстоятельств, творческий состав объединила любовь к японским комиксам манга: так, Девова не раз отмечала, что в большей степени интересуется мангой, нежели американскими комиксами, а Константин Тарасов в своём художественном стиле черпал вдохновение в работах известных мангак Кацухиро Отомо и Кэнтаро Миуры. Как следствие, стилистику их прошлых работ, вроде «Экслибриума», неоднократно сравнивали с мангой. То же отмечала глава импринта Bubble Manga Марина Привалова когда работала в качестве художника в серии комиксов «Союзники», сюжет которой написала Наталия Девова. Причиной, по которой Девова начала создавать собственную авторскую мангу, стало желание сценаристки создать что-то вне общей вселенной комиксов Bubble, что, по её словам, можно было реализовать в рамках соответствующего импринта. По-началу она не была уверена, что руководство издательства одобрит создание «Ликориса», ибо это новая история вне контекста уже существующих серий, на которую было бы сложно предсказать реакцию аудитории, а также из-за участия в проекте Константина Тарасова, одного из основных художников Bubble Comics.
Константин Тарасов прежде всего известен по иллюстрациям для серий «Майор Гром» и «Экслибриум»; работу изначально искал в геймдеве, но не снискав успеха, принял предложение обратившегося к нему тогда Артёма Габрелянова и стал одним из иллюстраторов Bubble Comics. Тарасов признавался, что в «Ликорис» вложил больше времени и сил, чем в предыдущие свои проекты в издательстве до этого. Наталия Девова — автор одних из самых успешных комиксов Bubble, «Экслибриума» и «Союзников». Девова увлекалась японскими комиксами и до работы в издательстве Bubble занималась преимущественно созданием манги в соавторстве с украинской художницей из Винницы Алиной Ерофеевой, также работающей в издательстве. «Ликорис» стал её первой полностью авторской работой, созданной в рамках издательства Bubble. Колористка Наталья Мартинович, помимо «Экслибриума», также работала над комиксами «Майор Гром: 1939» и «Мир» совместно с художником Алексеем Горбутом. Косвенно в проекте поучаствовала и художница Джамиля Зульпикарова, благодаря которой Константин Тарасов добавил одну из деталей в облик Калины, сделав его смуглым.

### Дизайн персонажей
Долгое время велась работа над созданием внешнего вида Калины, мучителя Юлы и одного из центральных персонажей истории. Из описания, которое сценаристка дала художнику, упоминалась только красивая внешность и снобический характер, с примечанием, что он может быть эльфом или мальчиком-котом. Девова не думала, что Тарасов воспримет всерьёз её предложение сделать Калину мальчиком-котом, однако в конечном итоге посчитала решение удачным. В основу образа Калины легла внешность Астариона из Baldur’s Gate III, Гастона из «Красавицы и Чудовища» и Андзи Мито из Guilty Gear, а первый набросок персонажа от Наталии Мартинович походил образом на Майлза Эджворта из Ace Attorney. Отдельно обсуждалось, как много черт кота должно быть во внешности Калины. В конечном варианте остались только уши, хвост и клыки с когтями — это было сделано, дабы избежать схожести с другим героем комиксов Bubble, Пушем из серии «Метеора», обладающего более «звериным» обликом. Рассматривались и варианты, где у Калины были пятна на мелкой шерсти, которые бывают у кошек породы Сфинкс. Авторам было непросто изобразить демона Ликориса. Девова считает, что поставила Тарасову сложную задачу: демон Ликорис обладает собственным характером, но при этом из средств коммуникации у него есть только пальцев и ухо, и в рамках этого художнику предстояло передать личность персонажа, используя только эти части тела.

### Производственный процесс
Когда я начинаю работать над сложными эмоциональными сценами, то жду, когда все коллеги из редакции уйдут и оставят меня одного, чтобы я смог полноценно прожить их. Такое было с «Экслибриумом»: там был один суперчувственный эпизод, который невозможно рисовать без влаги на лице. С «Ликорисом» то же самое: в каждом выпуске в нём есть очень тактильные в эмоциональном плане эпизоды, при рисовании которых ты прямо чувствуешь, будто по тебе проводят наждачкой.
Наталия Девова описывала «Ликорис» как историю о том, каково жить с травмой, и что через страшные жизненные ситуации можно пройти, оставшись самим собой. Рабочим названием манги было «Хватка», но позже было решено изменить его на «Ликорис», так как оно больше подошло истории. «Ликорис» отличается от типичной манги: чтение идёт слева-направо, а не справа-налево, присутствуют цветные детали, обычно не используемые в исконно чёрно-белых японских комиксах. Наталия призналась, что не ограничивала себя рамками привычного формата и с самого начала планировала, чтобы «Ликорис» читался слева-направо и обладал цветными деталями. Это было сделано, чтобы выделить титульного демона Ликориса среди остального окружения, подчеркнув таким образом его «инаковость». Также Наталии не хотелось лишаться возможности поработать с колористкой Натальей Мартинович, с которой они вместе создавали серию комиксов «Экслибриум: Жизнь вторая». Мартинович сама выбирала, какие страницы из манги должны быть окрашены: на выбор колористке давали несколько ключевых сцен, из которых она выбирала понравившееся. При этом она старалась добиться эффекта внезапности, окрашивая моменты, находящиеся на следующем после чёрно-белого разворота.
Константин Тарасов черпал вдохновение в творчестве мангаки Ёситаки Амано, поклонником которого является с детства. Тарасов описал его произведения как «одновременно праздничные, немного тревожные и невозможные», что переплеталось с настроением сюжета «Ликориса». Персонажей он старался изобразить одетыми в красивые и богатые одежды, чтобы сыграть на контрасте с их «гнилым» характером. По той же причине для оформления особняка Калины Тарасов выбрал стиль ар нуво, а в качестве источника вдохновения послужили работы архитектора Шехтеля Фёдора Осиповича, в частности спроектированный им особняк Рябушинского. Он также планировал детально изобразить ворота поместья Калины, однако в конечном итоге, при прорисовке итоговой композиции, от этой идеи пришлось отказаться. Художник также долгое время размышлял над стилем штрихования рисунка: он перебирал между скринтонов, полутонов, заливок, штрихов, по итогу остановившись на своей собственной технике, которую ранее использовал в ряде личных работ. В какой-то момент, при работе над третьей главой, программа по резервированию данных стёрла часть готовых рисунков, из-за чего Тарасову пришлось восстанавливать их за срок чуть меньше месяца.

### Издание
«Ликорис» был анонсирован в декабре 2021 года на российском фестивале поп-культуры Bubble Comics Con, где были продемонстрированы несколько страниц будущей манги, а также озвучено, что ею будет заниматься сценаристка Наталия Девова и художник Константин Тарасов. Первая глава манги в электронном формате вышла 4 июля 2022 года, через два дня, 6 июля, вышел и первый том из трёх глав. Помимо самой манги в состав тома включили дополнительные материалы: комментарии создателей, скетчи и зарисовки персонажей, локаций, эскизы обложек и их неиспользованные варианты. Первый том вышел дополнительным тиражом в нескольких альтернативных обложках: авторства Анны Шадриной, созданной эксклюзивно для сетей книжных магазинов «Читай-город» и «Буквоед», а также в обложке от Константина Тарасова для фирменного магазина издательства Bubble. Впоследствии, как и первый том, последующий также получил допечатку с альтернативной обложкой. Манга была тепло встречена аудиторией: как отметил портал «Субкультура», первый тираж манги раскупили «за считанные дни», а популярность проекта застигла авторов врасплох. В декабре 2022 года было объявлено о выходе следующей главы манги, а в январе 2023 года, на Bubble Comics Con, был анонсирован выход второго тома «Ликориса». Выпуск второго тома состоялся 25 февраля 2023 года.

## Восприятие
Автор портала «Субкультура» Марина Скворцова посчитала произведение спорным. По ее мнению,  читателя может привлечь хорошо описанный в комиксе магический мир, а оттолкнуть — его жестокость и физиологичность. Она похвалила визуальную составляющую и предположила, что причиной популярности «Ликориса» среди читателей могло стать попадание во многие популярные темы: японскую культуру манги, магическое фэнтези, необычную работу с цветом и наличие мальчика-кота. Скворцова отметила, что в «Ликорисе» хватает сильных эмоциональных сцен, а к покраске манги авторы подошли нестандартно. Рисунок Константина Тарасова она назвала тёплым и «обманчиво ласковым», хорошо сочетающимся с цветом бежевой экобумаги. Марина отметила и героев, наиболее популярным из которых журналистка посчитала полу-кота, полу-человека Калину — Марина описала его как пример «возмутительно привлекательного и заносчивого мерзавца, которые так нравятся девушкам». Она также отметила, что «Ликорис» продолжает тенденцию предыдущих релизов импринта, а именно использование фэнтези в качестве основного жанра.
Редактор сайта GekkeCity Давид Пириянц назвал «Ликорис» крайне самобытным произведением, сильными сторонами которого являются рисунки Константина Тарасова, сеттинг фэнтезийного мира и неспешный, жестокий и интригующий сюжет. Титульную демоническую сущность обозреватель сравнил с симбиотами и Уорлоком из комиксов американского издателя Marvel Comics. По-началу Пириянц предполагал, что сюжет манги будет строиться на распространённом классическом тропе «взрослый одинокий мужчина заботится о новообретённом ребёнке-подростке», однако после дальнейшего ознакомления он слегка изменил своё мнение и окрестил произведение «жестокой и едкой» драмой-триллером, посвящённой рассуждениям о месте человека в мире и первопричинах эмоций. Отдельно была отмечена работа колористки Натальи Мартинович: автор назвал идею добавить цвет в чёрно-белую мангу «подкупающей». Единственной претензией Давида к работе Девовой, Тарасова и Мартинович являлось несоответствие канонам формата манги: «Ликорис» не читается справа-налево, а рисунок зачастую покрашен, что, как он посчитал, может насторожить поклонников «традиционного японского колорита».

### Коллекционные издания
- Ликорис — Книга первая. — Bubble Manga, Июль 2022. — Т. 1 (№ 1—3) и доп. материалы. — 160 с. — (Ликорис). — 3000 экз. — ISBN 978-5-907553-63-7.